# Wake Up My Love
 Wake Up My Love (englisch für „Wach auf meine Liebe“) ist ein Lied von George Harrison, das dieser 1982 für sein Soloalbum Gone Troppo aufnahm und das im Oktober 1982 als Single A-Seite ausgekoppelt wurde.

## Hintergrund
Wie schon bei der Vorgängersingle Teardrops wurde Wake Up My Love komponiert, weil Warner Bros. den Wunsch nach einer Hitsingle geäußert hatten. George Harrison versuchte mit seinen beiden Ko-Produzenten einen für 1982 zeitgemäßen Sound herzustellen, dabei wurde der von Mike Moran gespielte Synthesizer prominent verwendet. Harrison weigerte sich allerdings, ein Musikvideo für Wake Up My Love zu drehen, was 1982 für Musikkünstler ein Standard war, um eine Single zu bewerben. Auch weitere Promotionarbeiten führte Harrison nicht aus. Desillusioniert von der Popszene der 1980er Jahre zog sich Harrison anschließend für über vier Jahre aus dem Musikbusiness zurück.
Wake Up My Love ist vordergründig ein Liebeslied. Der Text bleibt in der ersten Strophe oberflächlich, so singt Harrison: „Here I go again/Hear that knocking, won't you let me in?/ Only want that same old thing/ Yet it's me here ring, ring, ring“. In der letzten Strophe wird der Text allerdings philosophisch und religiös: „Mein Leben hatte so viele Wege/ Zu viel Dunkelheit macht mich wahnsinnig/ Überall um uns herum kämpfen Menschen/ Christus, ich suche nach Licht“
Im Nachhinein sagte George Harrison in einem Interview aus November 1992 über das Lied: „…Und ich mag das (Lied), wds du erwähnt hast Wake Up My Love. Die Idee dazu kam mir durch einen Song von Paul Robeson.“

## Aufnahme
Die Aufnahmen für Wake Up My Love fanden zwischen 5. Mai 1982 und 27. August 1982 in George Harrisons eigenem Friar Park Studio, Henley on Thames (F.P.S.H.O.T.), Oxfordshire statt. Ausführende Produzenten des Liedes waren George Harrison, Ray Cooper und Philipp McDonald. Toningenieur war ebenfalls Philipp McDonald.
Besetzung:
- George Harrison: Gesang, E-Gitarre, E-Bass
- Mike Moran: Synthesizer, Klavier
- Henry Spinetti: Schlagzeug
- Ray Cooper: Perkussion

## Veröffentlichung
- Die Single Wake Up My Love / Greece erschien am 29. Oktober 1982 in Großbritannien[2] und am 1. November 1982 in den USA. Die Promotionsingle wurde in den USA wie folgt veröffentlicht: auf der A-Seite befindet sich die Mono-Version und auf der B-Seite die Stereo-Version der A-Seite der Kaufsingle,[3] weiterhin wurde eine 12″-Vinyl-Promotionsingle veröffentlicht.[4]
- Am 8. November 1982 wurde in den USA und am 5. November 1982 in Großbritannien das Album Gone Troppo veröffentlicht, auf dem sich Wake Up My Love befindet.
- Wake Up My Love befindet sich auf dem Kompilationsalbum von George Harrison Best of Dark Horse 1976–1989 (1989).

## Chartplatzierungen
Die Single konnte sich in den US-amerikanischen Charts auf Rang 53 platzieren.

## Coverversionen
Es gibt keine bekannten Coverversionen von Wake Up My Love.